# Stapleton (Nebraska)
Pour les articles homonymes, voir Stapleton.
Stapleton est une ville américaine située dans l'État du Nebraska. Elle est le siège du comté de Logan.